# Peasants' Revolt
Peasants' Revolt (Wat Tyler's Rebellion eller Great Rising og Bondeoprøret i England) var et oprør i store dele af England i 1381. Oprøret skyldtes socioøkonomiske og politiske spændinger skabt af den sorte død i 1340'erne, høje skatter som følge af konflikten med Frankrig under hundredårskrigen og ustabilitet blandt lokale ledere i London. Det, der igangsatte oprøret, var den kongelige embedsmand John Bampton i Essex den 30. maj 1381. Han forsøgte at indkræve kopskat i Brentwood. Det endte i vold, som hurtigt spredte sig i den sydøstlige del af landet. Mange på landet og mange håndværkere og embedsmænd i landsbyerne gjorde oprør og brændte retsbygninger og løslod fanger. Oprørerne ønskede en lavere skat, slut på tvangsarbejde (livegenskab) og at fjerne kongens embedsmænd og domstole.
Inspireret af præsten John Balls radikale prædiken og ledet af Wat Tyler gik en gruppe oprørere fra Kent mod London. De blev mødt af repræsentanter fra den kongelige regering ved Blackheath, som uden held forsøgte at overtale dem til at drage hjem igen. Kong Richard 2., der var 14 år, trak sig tilbage i sikkerhed på Tower of London, men størstedelen af den kongelige hær var enten i udlandet eller i det nordlige England. Den 13. juni gik oprørerne ind i London, hvor mange lokale sluttede sig til dem, og de angreb fængsler og ødelagde Savoy Palace, brændte lovbøger og bygninger i Temple-området og dræbte alle, som havde noget at gøre med den kongelige regering. Næste dag mødtes Richard med dem ved Mile End, hvor han accepterede de fleste af deres krav, bl.a. afskaffelsen af livegenskabet. Samtidig trængte nogle oprørere ind i Tower of London, hvor de dræbte Lord Chancellor og Lord High Treasurer.
Den 15. juni forlod Richard byen for at mødes med Tyler og rebellerne ved Smithfield. Det endte med vold, og Richards folk dræbte Tyler. Richard undgik den spændte situation så længe, at Londons borgmester, William Walworth, kunne samle militær fra byen og sprede oprørerne. Straks efter begyndte Richard at genetablere orden i London, og han ophævede sin aftale med oprørerne. Oprøret havde spredt sig ind i East Anglia, hvor University of Cambridge blev angrebet, og mange kongelige embedsmænd blev dræbt. Uroen fortsatte til Henry le Despenser besejrede oprørernes hær ved slaget ved North Walsham den 25. eller 26. juni. Problemerne nåede i nord helt til York, Beverley og Scarborough og i vest til Bridgwater i Somerset. Richard mobiliserede 4.000 mand til at genoprette ro og orden. De fleste af oprørslederne blev henrettet; i november var mindst 1.500 oprørere dræbt.
Peasants' Revolt er undersøgt grundigt af forskere. I slutningen af 1800-tallet brugte historikere kilder fra 13. årh. og beretninger om oprøret, og de blev suppleret i 1900-tallet med forskning i retsregistre og lokalarkiver. Fortolkningerne af oprøret har ændret sig. Tidligere blev det set som en vigtig begivenhed i Englands historie, men moderne forskere er mindre overbevist om dets indvirkning på social og økonomisk historie. Oprøret påvirkede begivenhederne i hundredårskrigen meget, idet det afskrækkede de senere parlamenter fra at udskrive højere skatter for at betale for krigen i Frankrig. Oprøret er brugt i socialistisk litteratur som af forfatteren William Morris, og det er fortsat et vigtigt politisk symbol for venstreorienterede i England, der brugte det som argumenter for Community Charge i Storbritannien i 1980'erne.